# نبرد شیانگیانگ (۱۹۱)
نبرد شیانگیانگ بین جنگ سالاران سون جیان و لیو بیائو در سال ۱۹۱ در اواخر سلسله هان شرقی درگرفت. لیو بیائو در برابر نیروهای سون جیان پیروز شد. مدت کوتاهی پس از اینکه ائتلاف آنها،دونگ ژوئو را از پایتخت لوئویانگ بیرون راند، یوان شو و یوان شائو ، دو ارباب فئودال که برای قدرت با هم رقابت می کردند، اتحادهایی را علیه یکدیگر تشکیل داده بودند که گونگسون زان از یوان شو حمایت می کرد در حالی که لیو بیائو از یوان شائو حمایت می کرد. یوان شو زیردست خود، سون جیان را فرستاد تا به لیو بیائو حمله کند تا نفوذ یوان شائو را در نیمه جنوبی چین از بین ببرد. اگرچه سون جیان در ابتدا بر لیو بیائو مانور داد و با او مبارزه کرد، اما در نبرد کشته شد و ارتشش مجبور به عقب نشینی شد.